# IC 916
IC 916 је галаксија у сазвјежђу Волар која се налази на листи објеката дубоког неба у Индекс каталогу.
Деклинација објекта је + 24° 27' 56" а ректасцензија 13h 42m 38,1s. Привидна величина (магнитуда) објекта IC 916 износи 14,4 а фотографска магнитуда 15,4. IC 916 је још познат и под ознакама MCG 4-32-31, CGCG 131-28, NPM1G +24.0324, PGC 48564.